# La Martinella
La Martinella è stato un periodico di ispirazione socialista, che ha iniziato le pubblicazioni nel 1884 divenendo organo ufficiale del socialismo toscano.

## Storia
Alla fine del XIX secolo il proliferarsi dei nuovi fermenti sociali successivi allo sviluppo economico ed industriale di Colle di Val d'Elsa, all'epoca uno dei principali centri industriali della regione, ed alla nascita di un vasto proletariato uniti alla diffusione delle idee democratiche in vasta parte del ceto medio cittadino, aveva prodotto un vivace confronto politico.
Alla vecchia classe dirigente, composta prevalentemente da possidenti agrari che non volevano mollare le proprie prerogative di potere, si contrapponeva ad una nuova forza politica, quella socialista, che intendeva, invece, tutelare gli interessi di una popolazione sempre più vasta e sempre più battagliera.
La battaglia politica che ne era derivata aveva prodotto la nascita, a livello locale, del periodico "L'Elsa" e, dal 1882, in seguito al cambio di denominazione, de "La Nuova Elsa" che propugnavano idee democratiche e appoggiavano la classe operaia. Nel 1884 la testata cambiò nuovamente denominazione diventando "La Martinella", dal nome della campana del Carroccio di epoca comunale che veniva suonata per dare avvio alla battaglia. Come nelle due precedenti testate direttore del giornale fu il colligiano Ettore Capresi alla cui morte, avvenuta nel febbraio 1889, successe Vittorio Meoni.
Le forze democratiche e mutualistiche colligiane, si ispiravano ai principi mazziniani ed erano diventate, e non poteva essere altrimenti vista la consistenza, le più attive della zona sud della Toscana; per questo "La Martinella" divenne subito l'organo ufficiale dei Fasci della democrazia per la Toscana Meridionale.
Da una cronaca ristretta ai comuni della zona, oltre a Colle di Val d'Elsa, San Gimignano e Poggibonsi, allargò infatti il suo raggio prima a Siena, Empoli, Arezzo e Grosseto, per poi ricevere corrispondenze da tutta la Toscana e da Roma.
Dapprima critico nei confronti del nascente socialismo, che veniva considerato utopico e astratto, partendo da posizioni repubblicane e anticlericali, gradatamente passò dalla parte dei radicali e abbandonò le posizioni antimonarchiche, avvicinandosi a posizioni sempre più vicine al socialismo del quale divenne l'organo regionale dopo la nascita, nel 1892, del Partito Socialista Italiano. Colle di Val d'Elsa, dove era densa l'attività propagandistica e politica, fu anche scelta come sede della "Commissione direttiva regionale dopo il Congresso regionale dei Socialisti del 1894.
Tra i principali collaboratori della testata e firmatari di articoli troviamo Enrico Ferri, Filippo Turati, Giuseppe Emanuele Modigliani. Goffredo Jermini, Camillo Prampolini, l'esperto agrario Eugenio Ciacchi, Antonio Gamberi ed il naturalista Bernardino Lotti che scriveva con lo pseudonimo di "Biel".
Nel dibattito sociale "La Martinella" propugnava le stesse idee di "Critica Sociale", l'organo dei socialisti milanesi, fondato a Milano da Filippo Turati nel 1891, con il quale, comunque, non mancarono contrasti e polemiche, soprattutto a proposito della politica cooperativistica propugnata da una parte del Partito in seguito al Congresso regionale di Livorno del 1897.
Con la crisi delle Ferriere Masson, la principale realtà industriale di Colle di Val d'Elsa, i socialisti colligiani appoggiarono la nascita di leghe e cooperative a sostegno dei lavoratori.
Un notevole successo fu conseguito con la conquista dell'Amministrazione Comunale in occasione delle elezioni del 1897, che fece di Colle di Val d'Elsa il primo Comune a guida socialista della Toscana ed uno dei primi in Italia: Antonio Salvetti fu nominato Sindaco e lo stesso Vittorio Meoni gli succederà nella carica di lì a qualche anno. Nonostante gli sforzi propagandistici, gli interventi in favore dei mezzadri e l'alto numero di consensi che riscuotevano a Colle di Val d'Elsa, però i socialisti non riuscirono mai a far eleggere un proprio rappresentante in Parlamento soprattutto a causa della presenza nel Collegio elettorale  di centri agricoli dove era molto forte l'influenza conservatrice dell'aristocrazia terriera.
Nel maggio 1898 a seguito della politica governativa oscurantista verso movimenti ed associazioni democratici, "La Martinella" fu costretta a sospendere le pubblicazioni, che verranno riprese nel settembre successivo.
Sotto la spinta reazionaria venne meno l'intransigenza politica della testata che si avvicinò alla linea riformista e si allineò su posizioni più transigenti, vicine alle idee di Turati e di Giuseppe Emanuele Modigliani.
Nel 1903 si fuse con il settimanale senese "La voce del lavoro", ma nulla cambiò per la testata colligiana.
Nel 1911 la presa di posizione revisionistica del Meoni che intervenne nel dibattito sulla morte del socialismo dichiarandosi favorevole alla revisione di alcuni dei principi fondamentali marxisti, fu apprezzata da Benedetto Croce che definì "La Martinella" l'unico giornale socialista ragionevole e lo apprezzò come l'unico a non aver reagito alle sue idee sul socialismo in modo volgare.
Con l'adesione al Partito Socialista Riformista di Bonomi e Bissolati, dopo il congresso di Reggio Emilia del 1912, Meoni lasciò la direzione de "La Martinella" che manterrà posizioni antirivoluzionarie e rimarrà organo dei soli socialisti locali.
A seguito della sconfitta elettorale del 1913, quando i socialisti persero la maggioranza nel Comune a favore dei cattolici e con l'entrata in guerra dell'Italia nel 1915, "La Martinella" cessò le pubblicazioni.
Solo dopo la guerra, il Meoni, che nel frattempo si era trasferito a Firenze, pubblicò la nuova "Martinella", organo dei socialisti fiorentini con ispirazione riformista, mentre i socialisti senesi dettero vita a "Bandiera rossa" di orientamento massimalista. Nel 1945, a Colle di Val d'Elsa, fece di nuovo la sua apparizione "La Martinella", come organo della Federazione Socialista Senese.